# 1615
Реформація •  Епоха великих географічних відкриттів •  Ганза •  Нідерландська революція •  Річ Посполита •  Запорозька Січ

## Геополітична ситуація
Османську імперію очолює Ахмед I (до 1617). Під владою османського султана перебувають Близький Схід та Єгипет, Середземноморське узбережжя Північної Африки, частина Закавказзя, значні території в Європі: Греція, Болгарія та Сербія. Васалами османів є Волощина та Молдова.
Священна Римська імперія — наймогутніша держава Європи. Її територія охоплює, крім німецьких земель, Угорщину з Хорватією, Богемію, Північну Італію. Її імператором є Матвій з родини Габсбургів (до 1619).
Габсбург Філіп III Благочестивий є королем Іспанії (до 1621) та Португалії. Йому належать Іспанські Нідерланди, південь Італії, Нова Іспанія, Нова Гранада та Нова Кастилія в Америці, Філіппіни. Португалія, попри правління іспанського короля, залишається незалежною. Вона має володіння в Бразилії, в Африці, в Індії, на Цейлоні, в Індійському океані й Індонезії.
Північ Нідерландів займає Республіка Об'єднаних провінцій. Король Франції — Людовик XIII Справедливий (до 1643). Королем Англії є Яків I Стюарт (до 1625). Король Данії та Норвегії — Кристіан IV Данський (до 1648), Швеції — Густав II Адольф (до 1632). На Апеннінському півострові незалежні Венеціанська республіка та Папська область.
Королем Речі Посполитої, якій належать українські землі, є Сигізмунд III Ваза (до 1632). На півдні України існує Запорозька Січ.
Царем Московії є Михайло Романов (до 1645). Існують Кримське ханство, Ногайська орда.
Шахом Ірану є сефевід Аббас I Великий (до 1629).
Значними державами Індостану є Імперія Великих Моголів, Біджапурський султанат, султанат Голконда, Віджаянагара. У Китаї править династія Мін. У Японії триває період Едо.

## Події

### В Україні
- 17 жовтня засновано Київське богоявленське братство і школу при ньому, перетворену на колегію (1632), згодом на Києво-Могилянську академію (1701).
- Запорозькі козаки здійснили морський похід на Стамбул, спалили гавань Архіокі (Стамбул) і розбили османську ескадру, що їх переслідувала.

### У світі

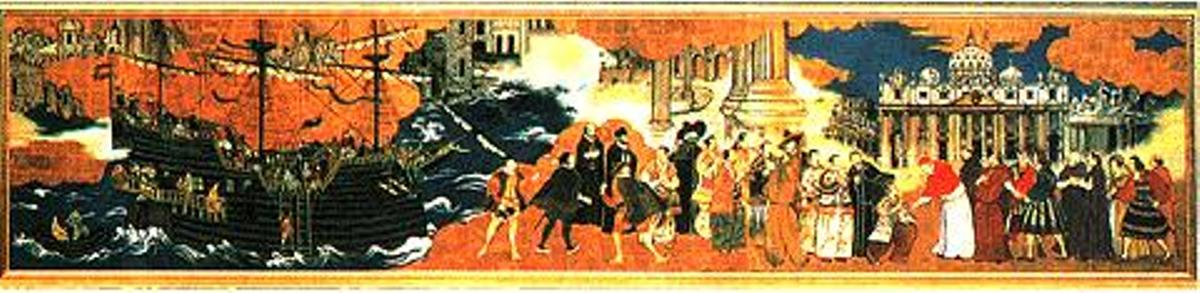
Посольство Хасекури в Римі. Японська картина XVII століття.

- Триває шведсько-московська війна. Шведи взяли в облогу Псков.
- Анна Австрійська стала дружиною Людовика XIII і королевою Франції.
- Імператор Матвій Габсбург і Габор Бетлен уклали в Трнаві угоду, за якою Бетлена визнано володарем Трансільванії.
- Припинилася війна між Іспанією та Савойєю.
- Нідерландські мореплавці Віллем Схаутен та Якоб Лемер вирушили на пошуки шляху до Індонезії навколо Південної Америки. Вони відкрили острів Естадос.
- Перські загони захопили та спалили грузинський монастирський комплекс Давид-Гареджі.
- У Японії перемогою роду Токуґава завершилася Осацька кампанія. На 250 років у країні встановився мир.
- Японський посланець Цуненага Хасекура відвідав Рим, де попросив у папи дозволу відкрити торгівлю між Японією та Мексикою.

## Наука та культура
- У Мадриді вийшло перше видання другої частини «Дон Кіхота» Мігеля де Сервантеса.
- Галілео Галілей поїхав до Риму для захисту теорії Коперника, але дістав різку відсіч католицької церкви, яка видала декрет про те, що доктрина Коперника є «помилковою і абсурдною».
- Йоганн Кеплер опублікував Dissertatio cum Nuncio Sidereo у відповідь на відкриття Галілеєм супутників Юпітера.
- У Нідерландах засновано пивоварню Grolsch.

## Померли
- Маргарита Валуа — королева Франції, відома у літературі як королева Марго.